# Supercoppa italiana 2005 (pallavolo femminile)
La Supercoppa italiana di pallavolo femminile 2005 si è svolta dal 22 al 23 ottobre 2005: al torneo hanno partecipato quattro squadre di club italiane e la vittoria finale è andata per la seconda volta all'Asystel Volley.

## Regolamento
Le squadre hanno disputato semifinali, finale terzo posto e finale.

## Squadre partecipanti
| Squadra       | Qualificazione                                   | Ultima partecipazione    |
| ------------- | ------------------------------------------------ | ------------------------ |
| Bergamo       | Finalista Coppa Italia 2004-05                   | Supercoppa italiana 2004 |
| Chieri        | 3ª alla Coppa Italia 2004-05                     | Debutto                  |
| Asystel       | Semifinalista play-off scudetto Serie A1 2004-05 | Supercoppa italiana 2004 |
| Sirio Perugia | Vincitrice Serie A1 2004-05/Coppa Italia 2004-05 | Supercoppa italiana 2004 |

## Torneo
|  | Semifinali    | Semifinali    | Semifinali |         |         | Finale 1º/2º posto | Finale 1º/2º posto | Finale 1º/2º posto |  |
|  |               |               |            |         |         |                    |                    |                    |  |
|  | Bergamo       | Bergamo       | 3          |         |         |                    |                    |                    |  |
|  | Bergamo       | Bergamo       | 3          |         |         |                    |                    |                    |  |
|  | Chieri        | Chieri        | 0          |         |         |                    |                    |                    |  |
|  | Chieri        | Chieri        | 0          |         | Bergamo | Bergamo            | 2                  |                    |  |
|  |               |               |            |         | Bergamo | Bergamo            | 2                  |                    |  |
|  |               |               | Asystel    | Asystel | 3       |                    |                    |                    |  |
|  | Sirio Perugia | Sirio Perugia | Asystel    | Asystel | 3       | 1                  |                    |                    |  |
|  | Sirio Perugia | Sirio Perugia |            |         |         | 1                  |                    |                    |  |
|  | Asystel       | Asystel       | 3          |         |         | Finale 3º/4º posto | Finale 3º/4º posto | Finale 3º/4º posto |  |
|  | Asystel       | Asystel       | 3          |         |         |                    |                    |                    |  |
|  |               |               |            |         |         |                    |                    |                    |  |
|  |               |               |            |         |         | Sirio Perugia      | Sirio Perugia      | 1                  |  |
|  |               |               |            |         |         | Sirio Perugia      | Sirio Perugia      | 1                  |  |
|  |               |               |            |         |         | Chieri             | Chieri             | 3                  |  |

### Semifinali
| 22 ottobre 2005 PalaRuffini, Torino Durata: 1h:33 - Spettatori: 2 265 | Sirio Perugia | 1 - 3 | Asystel | 16-25, 25-23, 22-25, 17-25 |
| 22 ottobre 2005 PalaRuffini, Torino Durata: 1h:09 - Spettatori: 2 430 | Bergamo       | 3 - 0 | Chieri  | 25-21, 25-23, 25-15        |

### Finale 3º posto
| 23 ottobre 2005 PalaRuffini, Torino Durata: 1h:40 - Spettatori: 3 290 | Sirio Perugia | 1 - 3 | Chieri | 25-23, 18-25, 23-25, 20-25 |

### Finale
| 23 ottobre 2005 PalaRuffini, Torino Durata: 2h:00 - Spettatori: 4 100 | Bergamo | 2 - 3 | Asystel | 25-27, 24-26, 25-20, 25-23, 6-15 |